# ウミホタルルシフェリン-2-モノオキシゲナーゼ
ウミホタルルシフェリン-2-モノオキシゲナーゼ（Cypridina-luciferin 2-monooxygenase）は、次の化学反応を触媒する酸化還元酵素である。
ウミホタルルシフェリン + O2 {\displaystyle \rightleftharpoons } 酸化型ウミホタルルシフェリン + CO2 + hν
反応式の通り、この酵素の基質はウミホタルルシフェリンとO2、生成物は酸化型ウミホタルルシフェリンと光である。
組織名はCypridina-luciferin:oxygen 2-oxidoreductase (decarboxylating)で、別名にCypridina-type luciferase、luciferase (Cypridina luciferin)、Cypridina luciferaseがある。